# Tuta (ort i Colombia, Boyacá, lat 5,69, long -73,23)
Tuta är en ort i Colombia.   Den ligger i departementet Boyacá, i den centrala delen av landet, 150 km nordost om huvudstaden Bogotá. Tuta ligger 2 572 meter över havet och antalet invånare är 1 639.
Terrängen runt Tuta är kuperad åt nordost, men åt sydväst är den platt. Tuta ligger nere i en dal. Runt Tuta är det ganska tätbefolkat, med 65 invånare per kvadratkilometer. Närmaste större samhälle är Paipa, 15,8 km nordost om Tuta. Omgivningarna runt Tuta är en mosaik av jordbruksmark och naturlig växtlighet.